# Madhogarh
Madhogarh é uma cidade e uma nagar panchayat no distrito de Jalaun, no estado indiano de Uttar Pradesh.

## Demografia
Segundo o censo de 2001, Madhogarh tinha uma população de 10,071 habitantes. Os indivíduos do sexo masculino constituem 54% da população e os do sexo feminino 46%. Madhogarh tem uma taxa de literacia de 63%, superior à média nacional de 59.5%: a literacia no sexo masculino é de 71% e no sexo feminino é de 53%. Em Madhogarh, 14% da população está abaixo dos 6 anos de idade.